# Stremtsi
Stremtsi (Bulgaars: Стремци) is een dorp in het zuiden van Bulgarije. Het dorp is gelegen in de gemeente Kardzjali in de oblast Kardzjali. Het dorp ligt hemelsbreed 10 km ten noordoosten van Kardzjali en 203 km ten zuidoosten van de hoofdstad Sofia. Het dorp telde 819 inwoners op 15 maart 2024.

## Bevolking
Het dorp Stremtsi had bij een schatting van 2020 een inwoneraantal van 736 personen. Dit waren 133 mensen (22,1%) meer dan 603 inwoners bij de officiële census van februari 2011. De gemiddelde jaarlijkse groei in die periode komt daarmee uit op 2%, hetgeen hoger is dan het landelijk jaarlijks gemiddelde over deze periode (-0,63%). In 1985 woonden er echter nog 1.211 personen in het dorp: veel etnische Turken (en andere moslims) verlieten in 1989 Bulgarije als gevolg van de assimilatiecampagnes van het communistisch regime van Todor Zjivkov, waarbij alle Turken en andere moslims in Bulgarije christelijke of Bulgaarse namen moesten aannemen en afstand moesten doen van hun islamitische gewoonten.
- 1934 570
Koninkrijk Bulgarije
- 1946 688
Volksrepubliek Bulgarije
- 1956 815
Volksrepubliek Bulgarije
- 1965 978
Volksrepubliek Bulgarije
- 1975 971
Volksrepubliek Bulgarije
- 1985 1211
Volksrepubliek Bulgarije
- 1992 795
Republiek Bulgarije
- 2001 635
Republiek Bulgarije
- 2011 603
Republiek Bulgarije
- 2020 736
Republiek Bulgarije

- Koninkrijk Bulgarije
- Volksrepubliek Bulgarije
- Republiek Bulgarije

In het dorp wonen hoofdzakelijk etnische Turken. In de optionele volkstelling van 2011 identificeerden 552 van de 598 ondervraagden zichzelf als etnische Turken - oftewel 92,3% van alle ondervraagden. De grootste minderheid vormden de Roma (38 personen, 6,4%).
| Etnische samenstelling van de respondenten (2011) | Etnische samenstelling van de respondenten (2011) | Etnische samenstelling van de respondenten (2011) | Etnische samenstelling van de respondenten (2011) | Etnische samenstelling van de respondenten (2011) |
| ------------------------------------------------- | ------------------------------------------------- | ------------------------------------------------- | ------------------------------------------------- | ------------------------------------------------- |
|                                                   |                                                   |                                                   |                                                   |                                                   |
| Bulgaren                                          | Bulgaren                                          |                                                   | 0,8%                                              | 0,8%                                              |
| Turken                                            | Turken                                            |                                                   | 92,3%                                             | 92,3%                                             |
| Roma                                              | Roma                                              |                                                   | 6,4%                                              | 6,4%                                              |
| Anders/Onbekend                                   | Anders/Onbekend                                   |                                                   | 0,5%                                              | 0,5%                                              |